# Anne-Véronique Herter
Pour les articles homonymes, voir Herter.
Anne-Véronique Herter (née le 11 septembre 1973  à Versailles) est une romancière française.

## Biographie
Originaire de la Bretagne, après un baccalauréat littéraire et un BTS de tourisme, elle étudie à l'Académie de la langue des signes française de Paris puis développe le service en langue des signes d'Havas voyages, et travaille dix ans au service marketing de Weight Watchers.
Influencée par L'Enchanteur de René Barjavel, les Mémoires d'Hadrien de Marguerite Yourcenar, la nouvelle de Stefan Zweig Lettre d'une inconnue ou L'Étranger d'Albert Camus, elle écrit son premier roman, Zou !, publié en 2014 par les éditions Michalon. En novembre 2017, la maison d'édition numérique Readiktion publie son roman interactif, Am Stram Gram, trois histoires, en 42 chapitres qui met en scène trois personnages quia découvrent un cadavre à New York. Après un séjour en hôpital psychiatrique, elle publie, en mai 2018, un essai consacré au harcèlement moral au travail intitulé Le Cri du corps, récit intime et violent d'une descente aux enfers chez Weight Watchers. Elle apparait dans le documentaire diffusé sur France 5, Harcèlement en ligne : la fin de l'impunité ?, d'Olivier Delacroix, le 15 décembre 2020.

## Vie privée
Fille de Marie-Ange de Geouffre de la Pradelle de Leyrat et de Christian Herter, Anne-Véronique Herter a deux enfants, un garçon né en 1999 et une fille née en 2003.
Elle est par ailleurs l'arrière petite-fille d'Albert de Geouffre de la Pradelle (1871-1955), juriste et professeur de droit français spécialiste du droit international public et la petite-fille de l'avocat Raymond de Geouffre de la Pradelle (1910-2002) du côté maternel. Elle est également apparentée, du côté paternel, à Christian Herter (1895-1966) homme politique américain (qui porte le même prénom que son père), gouverneur du Massachusetts entre 1953 et 1957, puis secrétaire d'État entre 1959 et 1961 dans l'administration du président Dwight D. Eisenhower et au peintre Albert Herter (1871-1950).

## Publications

### Romans
- 2014 : Zou !, Éditions Michalon  (ISBN 978-2-84186-755-4)
- 2017 : Prudence Rock[5], Éditions Félicia-France Doumayrenc  (ISBN 978-2-37267-024-1)
- 2017 : Am Stram Gram, roman numérique publié par Readiktion

### Essais
- 2018 : Le Cri du corps — Harcèlement moral au travail : mécanismes, causes et conséquences, préface d'Anne-Catherine Sabas, éditions Michalon  (ISBN 978-2-84186-889-6)